# Bierzo 7
Bierzo 7 fue un periódico español, publicado en Ponferrada y editado por Promotora Informativa Castellano-Leonesa (PRICALE, S.L.) ligada a la constructora Cymotsa en la comarca de El Bierzo, (provincia de León, Comunidad autónoma de Castilla y León, España). Cerrado el 1 de noviembre de 2016.
Se componía de varias secciones. Portada, cartas al director y opinión, noticias destacadas acaecidas durante la semana en El Bierzo, artículos de fondo, hechos históricos, publicidad y anuncios por palabras, deportes, pasatiempos, artículos coleccionables sobre temas bercianos, y opinión-contraportada.

## Historia
Creado en el año 1984 por Alberto Villaverde y Mario Tascón, reconocido periodista especialmente por su trabajo en medios digitales de nivel nacional, cumplió sus bodas de plata en octubre de 2009. 
Es el medio de comunicación escrito berciano más antiguo en actividad y uno de sus hitos fue utilizar el primer Macintosh aplicado a la diagramación de un periódico en España.
Su presidente fue Efrén Blanco Merayo y su coordinadora Mariví Pumariega González. El precio de venta (año 2012) era de 1,20 euros.
Cerró de forma definitiva el 1 de noviembre de 2016.

## Diario digital
Desde el año 2000 el semanario mantiene una edición en línea. Esta ha sufrido tres rediseños a lo largo de la última década y ofrece al internauta una visión resumida de lo que puede encontrar en la publicación impresa.